# Bellö
Bellö är en småort i  Eksjö kommun i Jönköpings län och kyrkby i Bellö socken, belägen vid sjön Stora Bellen. 
Vid Bellö kyrka finns en minnessten över syskonen Linnéa Andrén och Ivar Widéen som tillsammans skapade Smålandssången.
I Bellö finns två större arbetsplatser: Vida Bruza och Sherwin-Williams.